# Grupo de la Alianza Progresista de Socialistas y Demócratas
El Grupo de la Alianza Progresista de Socialistas y Demócratas (APSD, abreviado S&D) es el grupo parlamentario vinculado al Partido de los Socialistas Europeos en el Parlamento Europeo. El Grupo Socialista existió, con diferentes nombres, desde la creación del Parlamento Europeo en 1953. Hasta las elecciones europeas de 1999, era el grupo más grande del Parlamento. Actualmente es el segundo más grande, y fue fundado el 23 de junio de 2009.

## Historia
El Grupo Socialista fue uno de los primeros creados cuando fue fundado el 23 de junio de 1953 en la Asamblea Común de la Comunidad Europea del Carbón y del Acero, la predecesora del Parlamento Europeo. Un buró y una secretaría fueron establecidos en Luxemburgo. El grupo continuó hasta la creación del Parlamento en 1958, y cuando se decidió lo de la elección directa, en 1979, el Grupo Socialista era el más grande.
En 1987, la Acta Única Europea de 1986 forzó al grupo a aliarse y a cooperar con el grupo del Partido Popular Europeo para asegurar las mayorías bajo el procedimiento de cooperación. Esta coalición izquierda-derecha dominó al Parlamento desde entonces, y (con algunas excepciones) el puesto de presidente del Parlamento estuvo dividido entre esos dos grupos.
Mientras tanto, los partidos que conformaban el grupo estaban también organizándose a nivel europeo, "fuera" del Parlamento, con la creación de la "Confederación de los Partidos Socialistas de la Comunidad Europea" (CPSCE) en 1974. La Confederación fue sucedida por el Partido Socialista Europeo en 1992 Como resultado, el grupo cambió de nombre a "Grupo del Partido Socialista Europeo" el 21 de abril de 1993.
En 1999, el Parlamento rechazó aprobar la Comisión Santer que manipulaba el Presupuesto de la Unión Europea. Hubo alegaciones de corrupción sobre dos miembros del PSE que hacían parte de la comisión: Édith Cresson y Manuel Marín. El Grupo primeramente apoyó a la Comisión, pero luego le retiró su apoyo, por lo que la Comisión tuvo que renunciar.
En 2003, el Grupo celebró sus 50 años. En sus primeros 50 años, tuvo 13 presidentes del Parlamento, entre los cuales 2 eran mujeres. Las celebraciones tuvieron lugar en Bruselas, bajo el lema "Orgullosos del pasado, confiantes en el futuro".
Se hizo difícil distinguir entre PSE (el grupo) y PSE (el partido), por lo que se decidió nuevamente cambiar el nombre nuevamente a Grupo Socialista en el Parlamento Europeo, y crear un nuevo logo para el Grupo, así sería más fácil distinguirlos.
En 2007, el grupo era el segundo más grande del Parlamento, con parlamentarios de todos los países miembros, menos 2, Letonia y Chipre. Pero en las elecciones de 2009, el grupo se redujo, y buscó miembros fuera del PSE. Los encontró en el Partido Democrático italiano.
El Partido Demócrata tenía ya 14 parlamentarios en el Grupo, pero también tenía 8 en la ALDE. Era, y sigue siendo, un partido de centro-izquierda, muy influenciado por la socialdemocracia y la democracia cristiana. También tiene parlamentarios que eran antiguos miembros de la Democracia Cristiana, o tenían otras inclinaciones políticas. Entonces, un nombre menos explícito tenía que ser encontrado.
El Grupo se iba a llamar Alianza de los Socialistas y Demócratas por Europa (ASDE), pero era demasiado similar al ALDE. El nombre Alianza Progresista de los Socialistas y Demócratas fue propuesta el 18 de junio por el presidente del grupo Martin Schulz, y fue renombrado el 23 de junio de 2009. Algunos parlamentarios socialistas estaba insatisfechos con el nombre, por lo que Martin Schulz admitió que el nombre oficial todavía estaba por decidirse, y que el grupo sería llamado Socialistas & Demócratas hasta que un nuevo nombre sea elegido. El 14 de julio de 2009, el primer día de la sesión constitutiva del periodo 2009-2014, el nombre del grupo era Grupo de la Alianza Progresista de los Socialistas y Demócratas en el Parlamento Europeo, con la abreviación S&D.

### Décima legislatura

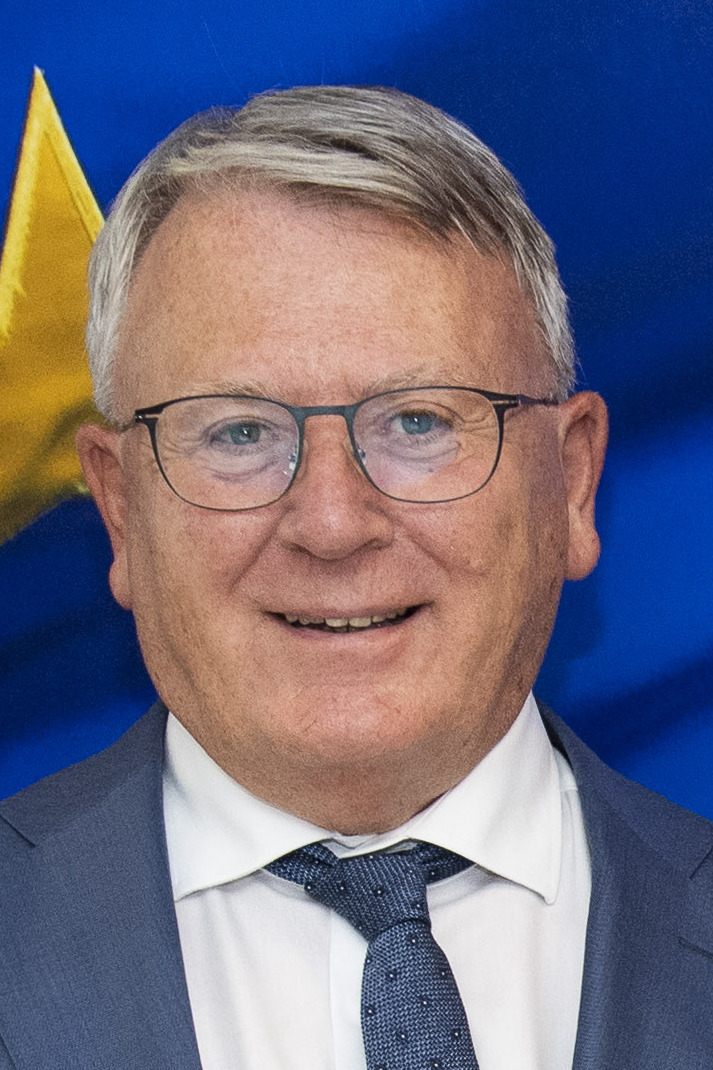
Nicolas Schmit.

El Partido Socialdemócrata de Alemania y el Partido Democrático de Italia llevaron el peso del partido en el Parlamento Europeo durante la anterior legislatura.
Para la candidatura a la presidencia de la Comisión Europea (2024-2029), la familia socialista eligió a Nicolas Schmit, miembro del Partido Socialista Obrero Luxemburgués. Schmit había sido nombrado comisario europeo de empleo y derechos sociales en la comisión dirigida por Ursula von der Leyen.

## Presidentes del Parlamento Europeo
Para los presidentes del Parlamento Europeo, ver Presidente del Parlamento Europeo.

## Organización
El Grupo es liderado por un presidente, y un buró de vicepresidentes. También hay un tesorero y un secretario-general.

### Presidentes del Grupo
Los presidentes del Grupo fueron:
|     | Presidente           | País        | Partido                                            | Desde | Hasta |
| --- | -------------------- | ----------- | -------------------------------------------------- | ----- | ----- |
| 1.  | Guy Mollet           | Francia     | Sección Francesa de la Internacional Obrera (SFIO) | 1953  | 1956  |
| 2.  | Hendrik Fayat        | Bélgica     | Partido Socialista (PS)                            | 1956  | 1958  |
| 3.  | Pierre Lapie         | Francia     | Sección Francesa de la Internacional Obrera (SFIO) | 1958  | 1959  |
| 4.  | Willi Birkelbach     | Alemania    | Partido Socialdemócrata de Alemania (SPD)          | 1959  | 1964  |
| 5.  | Käte Strobel         | Alemania    | Partido Socialdemócrata de Alemania (SPD)          | 1964  | 1967  |
| 6.  | Francis Vals         | Francia     | Sección Francesa de la Internacional Obrera (SFIO) | 1967  | 1974  |
| 7.  | Georges Spénale      | Francia     | Partido Socialista (PS)                            | 1974  | 1975  |
| 8.  | Ludwig Spénale       | Alemania    | Partido Socialdemócrata de Alemania (SPD)          | 1975  | 1979  |
| 9.  | Ernest Glinne        | Bélgica     | Partido Socialista (PS)                            | 1979  | 1984  |
| 10. | Rudi Arndt           | Alemania    | Partido Socialdemócrata de Alemania (SPD)          | 1984  | 1989  |
| 11. | Jean-Pierre Cot      | Francia     | Partido Socialista (PS)                            | 1989  | 1994  |
| 12. | Pauline Green        | Reino Unido | Partido Laborista (LP)                             | 1994  | 1999  |
| 13. | Enrique Barón Crespo | España      | Partido Socialista Obrero Español (PSOE)           | 1999  | 2004  |
| 14. | Martin Schulz        | Alemania    | Partido Socialdemócrata de Alemania (SPD)          | 2004  | 2012  |
| 15. | Hannes Swoboda       | Austria     | Partido Socialdemócrata de Austria (SPÖ)           | 2012  | 2014  |
| 16. | Martin Schulz        | Alemania    | Partido Socialdemócrata de Alemania (SPD)          | 2014  | 2014  |
| 17. | Gianni Pittella      | Italia      | Partido Democrático (PD)                           | 2014  | 2019  |
| 18. | Iratxe García Pérez  | España      | Partido Socialista Obrero Español (PSOE)           | 2019  |       |

### Vicepresidentes
Los actuales vicepresidentes del Grupo son:
- Victor Boştinaru (Rumanía)
- Tanja Fajon (Eslovenia)
- Isabelle Thomas (Francia)
- Enrique Guerrero Salom (España)
- Marju Lauristin (Estonia)
- Jörg Leichtfried (Austria)
- Knut Fleckenstein (Alemania)
- Maria João Rodrigues (Portugal)
- Kathleen Van Brempt (Bélgica)
- Péter Niedermüller (Hungría)

Los vicepresidentes en el período 2009-2014 fueron:
- María Badía i Cutchet (PSOE, España)[22]
- Monika Beňová (Smer, Eslovaquia)[22]
- Véronique De Keyser (PS, Bélgica)[22]
- Stephen Hughes (Labour, Reino Unido)[22]
- Stéphane Le Foll (PS, Francia)[22]
- Adrian Severin (PSD, Rumania)[22]
- Gianluca Susta (PD, Italia)[22]
- Marita Ulvskog (SSU, Suecia)[22]
- Hannes Swoboda (SPÖ, Austria)[22]

Los vicepresidentes en el período 2004-2009 fueron:
- Harlem Désir (PS, Francia)[22]
- Bárbara Dührkop Dührkop (PSOE, España)[22]
- Robert Goebbels (POSL, Luxemburgo)[22]
- Linda McAvan (Labour Party, UK)[22]
- Pasqualina Napolitano (Sinistra Democratica, Italia)[22]
- Johannes Swoboda (SPÖ, Austria)[22]
- Kristian Vigenin (PES, Bulgaria)[22]
- Jan Marinus Wiersma (PvdA, Países Bajos)[22]

### Tesoreros
La tesorera del grupo es:
- Magda Kósáné Kovács (MSZP, Hungría)[22]

### Secretarios-Generales
La actual Secretaria-General es:
- Anna Colombo (Italia)[22]

## Parlamentarios
El grupo, en la Décima legislatura del Parlamento Europeo, está formado por los siguientes diputados:
| Total | Total                                                               | Partido político europeo                                                                 | Partido político europeo                     | Partido miembro                   | Partido miembro                              | Diputados         | Diputados            | Diputados            |
| Total | Total                                                               | Partido político europeo                                                                 | Partido político europeo                     | Partido miembro                   | Partido miembro                              | Respecto al grupo | Respecto a su estado | Respecto a su estado |
| ----- | ------------------------------------------------------------------- | ---------------------------------------------------------------------------------------- | -------------------------------------------- | --------------------------------- | -------------------------------------------- | ----------------- | -------------------- | -------------------- |
|       | Grupo de la Alianza Progresista de Socialistas y Demócratas 136/720 |                                                                                          | PES 132/136                                  |                                   | Partido Democrático Partito Democratico (PD) | 21/136            | 21/76                | Italia               |
|       | Grupo de la Alianza Progresista de Socialistas y Demócratas 136/720 | Partido Socialista Obrero Español (PSOE)                                                 | PES 132/136                                  | 20/136                            | 20/61                                        | España            |                      |                      |
|       | Grupo de la Alianza Progresista de Socialistas y Demócratas 136/720 | Partido Socialdemócrata de Alemania Sozialdemokratische Partei Deutschlands (SPD)        | PES 132/136                                  | 14/136                            | 14/96                                        | Alemania          |                      |                      |
|       | Grupo de la Alianza Progresista de Socialistas y Demócratas 136/720 | Partido Socialdemócrata Partidul Social Democrat (PSD)                                   | PES 132/136                                  | 11/136                            | 11/33                                        | Rumania           |                      |                      |
|       | Grupo de la Alianza Progresista de Socialistas y Demócratas 136/720 | Partido Socialista Parti Socialiste (PS)                                                 | PES 132/136                                  | 10/136                            | 10/81                                        | Francia           |                      |                      |
|       | Grupo de la Alianza Progresista de Socialistas y Demócratas 136/720 | Partido Socialista Partido Socialista (PS)                                               | PES 132/136                                  | 8/136                             | 8/21                                         | Portugal          |                      |                      |
|       | Grupo de la Alianza Progresista de Socialistas y Demócratas 136/720 | Partido Socialdemócrata de Austria Sozialdemokratische Partei Österreichs (SPÖ)          | PES 132/136                                  | 5/136                             | 5/20                                         | Austria           |                      |                      |
|       | Grupo de la Alianza Progresista de Socialistas y Demócratas 136/720 | Partido Socialdemócrata Sueco Sveriges Socialdemokratiska Arbetareparti (SAP)            | PES 132/136                                  | 5/136                             | 5/21                                         | Suecia            |                      |                      |
|       | Grupo de la Alianza Progresista de Socialistas y Demócratas 136/720 | Partido del Trabajo Partij van de Arbeid (PvdA)                                          | PES 132/136                                  | 4/136                             | 4/31                                         | Países Bajos      |                      |                      |
|       | Grupo de la Alianza Progresista de Socialistas y Demócratas 136/720 | Partido Socialdemócrata de Croacia Socijaldemokratska Partija Hrvatske (SDP)             | PES 132/136                                  | 4/136                             | 4/12                                         | Croacia           |                      |                      |
|       | Grupo de la Alianza Progresista de Socialistas y Demócratas 136/720 | Movimiento Socialista Panhelénico Πανελλήνιο Σοσιαλιστικό Κίνημα (ΠΑΣΟΚ)                 | PES 132/136                                  | 3/136                             | 3/21                                         | Grecia            |                      |                      |
|       | Grupo de la Alianza Progresista de Socialistas y Demócratas 136/720 | Nueva Izquierda Nowa Lewica (NL)                                                         | PES 132/136                                  | 3/136                             | 3/53                                         | Polonia           |                      |                      |
|       | Grupo de la Alianza Progresista de Socialistas y Demócratas 136/720 | Partido Laborista Partit Laburista (PL)                                                  | PES 132/136                                  | 3/136                             | 3/6                                          | Malta             |                      |                      |
|       | Grupo de la Alianza Progresista de Socialistas y Demócratas 136/720 | Socialdemócratas Socialdemokratiet (A)                                                   | PES 132/136                                  | 3/136                             | 3/15                                         | Dinamarca         |                      |                      |
|       | Grupo de la Alianza Progresista de Socialistas y Demócratas 136/720 | Adelante Vooruit (V)                                                                     | PES 132/136                                  | 2/136                             | 2/22                                         | Bélgica           |                      |                      |
|       | Grupo de la Alianza Progresista de Socialistas y Demócratas 136/720 | Coalición Democrática Demokratikus Koalíció (DK)                                         | PES 132/136                                  | 2/136                             | 2/21                                         | Hungría           |                      |                      |
|       | Grupo de la Alianza Progresista de Socialistas y Demócratas 136/720 | Partido Socialdemócrata Sotsiaaldemokraatlik Erakond (SDE)                               | PES 132/136                                  | 2/136                             | 2/7                                          | Estonia           |                      |                      |
|       | Grupo de la Alianza Progresista de Socialistas y Demócratas 136/720 | Partido Socialdemócrata de Finlandia Suomen Sosialidemokraattinen Puolue (SDP)           | PES 132/136                                  | 2/136                             | 2/15                                         | Finlandia         |                      |                      |
|       | Grupo de la Alianza Progresista de Socialistas y Demócratas 136/720 | Partido Socialdemócrata Lituano Lietuvos Socialdemokratų Partija (LSDP)                  | PES 132/136                                  | 2/136                             | 2/11                                         | Lituania          |                      |                      |
|       | Grupo de la Alianza Progresista de Socialistas y Demócratas 136/720 | Partido Socialista Parti Socialiste (PS)                                                 | PES 132/136                                  | 2/136                             | 2/22                                         | Bélgica           |                      |                      |
|       | Grupo de la Alianza Progresista de Socialistas y Demócratas 136/720 | Partido Socialista Búlgaro Българската Социалистическа Партия (БСП)                      | PES 132/136                                  | 2/136                             | 2/17                                         | Bulgaria          |                      |                      |
|       | Grupo de la Alianza Progresista de Socialistas y Demócratas 136/720 | Partido Laborista Labour Party (LP)                                                      | PES 132/136                                  | 1/136                             | 1/14                                         | Irlanda           |                      |                      |
|       | Grupo de la Alianza Progresista de Socialistas y Demócratas 136/720 | Partido Socialdemócrata «Armonía» Sociāldemokrātiskā partija "Saskaņa" (S)               | PES 132/136                                  | 1/136                             | 1/9                                          | Letonia           |                      |                      |
|       | Grupo de la Alianza Progresista de Socialistas y Demócratas 136/720 | Partido Socialista Obrero Luxemburgués Lëtzebuerger Sozialistesch Arbechterpartei (LSAP) | PES 132/136                                  | 1/136                             | 1/6                                          | Luxemburgo        |                      |                      |
|       | Grupo de la Alianza Progresista de Socialistas y Demócratas 136/720 | Socialdemócratas Socialni Demokrati (SD)                                                 | PES 132/136                                  | 1/136                             | 1/9                                          | Eslovenia         |                      |                      |
|       | Grupo de la Alianza Progresista de Socialistas y Demócratas 136/720 | Ninguno 4/136                                                                            |                                              | Plaza Pública Place Publique (PP) | 3/136                                        | 3/81              | Francia              |                      |
|       | Grupo de la Alianza Progresista de Socialistas y Demócratas 136/720 | Ninguno 4/136                                                                            | Partido Democrático Δημοκρατικό Κόμμα (ΔΗΚΟ) | 1/136                             | 1/6                                          | Chipre            |                      |                      |